# جان آلس
جان آلس (به انگلیسی: John Ales) (زاده ۳ ژانویه ۱۹۶۹) بازیگر آمریکایی است.
از فیلم‌های معروف او می‌توان به بازی در فیلم پروفسور دیوانه ۲، ضد جاسوسی اشاره کرد.